# Hailey Duff
Ne doit pas être confondu avec Haylie Duff.
Hailey Duff, née le 24 janvier 1997 à Auckland en Nouvelle-Zélande, est une curleuse écossaise. 

## Carrière
Hailey Duff est née et a grandi en Nouvelle-Zélande, mais quelques années plus tard, sa famille a déménagé en Écosse. Son père, John Duff, est également curleur et a même remporté avec sa fille une médaille de bronze au championnat double mixte écossais en 2015. Hailey Duff est sortie diplômée de l'Université de Stirling en 2019 après des études de commerce et finance.
Elle est membre différentes équipes écossaises dès la saison 2013–14, d'abord dans la catégorie junior avec Mili Smith notamment, mais s'engage aussi en sénior dès 2016 avec une médaille d'argent dans le championnat écossais. En 2018, elle participe aux championnats mondiaux juniors avec une 9e place. 
Elle concourt pour la première fois avec l'équipe nationale féminine lors du championnat d'Europe en novembre 2021 et l'équipe est sacrée championne d'Europe face à la Suède.
Lors du Jeux olympiques de 2022 à Pékin, l’équipe féminine britannique remporte le tournoi face au Japon. 